# Diego da Costa Lima
Diego da Costa Lima (Duque de Caxias, 30 settembre 1988) è un calciatore brasiliano, centrocampista svincolato.

## Caratteristiche tecniche
Gioca come trequartista.

## Carriera

### Club
Ha giocato nella massima serie turca (8 presenze) ed in quella portoghese, con il Boavista nella stagione 2014-2015.